# التمريض في هونغ كونغ
التمريض في هونغ كونغ هو مهنة مِهَنية مُرَخَّصة. أنشأ مجلس التمريض في هونغ كونغ نظام تسجيل الممرضين لضمان جودة ممارسة التمريض. 

## التعليم
يجب اعتماد جميع برامج التمريض في هونغ كونغ من قبل مجلس التمريض في هونغ كونغ.
المؤسسات التعليمية للتمريض المعتمدة مدرجة أدناه. 

### الجامعات
- جامعة هونغ كونغ
- الجامعة الصينية في هونغ كونغ
- جامعة هونغ كونغ البوليتكنيك
- جامعة هونغ كونغ المفتوحة

### المعاهد المعتمدة بعد الثانوية
- كلية تونغ واه
- معهد كاريتاس للتعليم العالي

### المستشفيات العامة
- مستشفى توين مون
- مستشفى كوين ماري
- مستشفى كولون
- مستشفى تونغ واه
- مستشفى المتحدة المسيحي
- مستشفى غرانثام
- مستشفى باميلا يودي نيترسول الشرقي
- مستشفى روتونجي
- مركز كاريتاس الطبي
- مستشفى كاسل بيك

### المستشفيات الخاصة
- مصحة ومستشفى هونغ كونغ
- مستشفى سانت تريزا
- مستشفى هونج كونج بابتيست
- مستشفى الاتحاد (هونج كونج)